# Heinrich Lanz (przedsiębiorstwo)

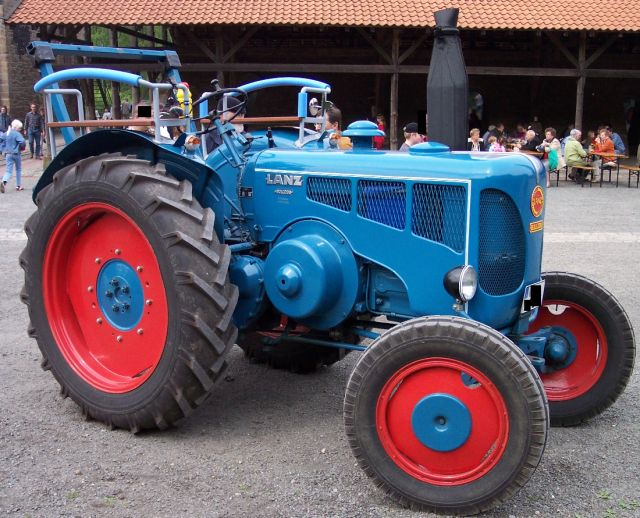
Lanz D4016

Heinrich Lanz AG – były niemiecki producent maszyn rolniczych z siedzibą w Mannheim.

## Historia
W 1859 roku młody kupiec Heinrich Lanz zakłada firmę spedycyjną J.P. Lanz & Co. w Mannheim.
W 1921 roku inżynier Fritz Huber opracował ciągnik rolniczy Lanz Bulldog HL-12.
W 1956 roku spółka została przejęta przez amerykańskiego producenta maszyn rolniczych John Deere. Od tej pory przez kilka lat produkty fabryki były sprzedawane pod nazwą John Deere-Lanz. W 1960 roku spółka zmieniła nazwę z Heinrich Lanz AG Mannheim na John Deere-Lanz AG. W 1967 roku nazwa John Deere Lanz AG zostaje zmieniona na John Deere Werke Mannheim, Zweigniederlassung der Deere & Company.